# Ilhas Virgens Americanas nos Jogos Pan-Americanos de 2023
As Ilhas Virgens Americanas competiram nos Jogos Pan-Americanos de 2023 em Santiago, no Chile, de 20 de outubro a 5 de novembro de 2023. Foi a 14.ª aparição do território nos Jogos Pan-Americanos, tendo participado de todas as edições desde a sua estreia dos Jogos, em 1967, com exceção em 1971.

## Competidores
Abaixo está a lista do número de competidores (por gênero) participando dos jogos por esporte/disciplina.
| Esporte       | Masculino | Feminino | Total |
| ------------- | --------- | -------- | ----- |
| Esgrima       | 2         | 0        | 2     |
| Tiro com arco | 1         | 1        | 2     |
| Vela          | 2         | 0        | 2     |
| Total         | 5         | 1        | 6     |

## Esgrima
As Ilhas Virgens Americanas classificaram dois esgrimistas durante o Campeonato Pan-Americano de Esgrima de 2022 em Assunção, Paraguai.
Individual
Masculino
| Atleta        | Evento  | Fase de grupos | Fase de grupos | Oitavas-de-final     | Quartas-de-final     | Semifinais           | Final                | Final   |
| Atleta        | Evento  | Vitórias       | Chaveamento    | Adversário Resultado | Adversário Resultado | Adversário Resultado | Adversário Resultado | Posição |
| ------------- | ------- | -------------- | -------------- | -------------------- | -------------------- | -------------------- | -------------------- | ------- |
| Kruz Schembri | Florete |                |                |                      |                      |                      |                      |         |
| Teddy Weller  | Sabre   |                |                |                      |                      |                      |                      |         |

## Tiro com arco
As Ilhas Virgens Americanas classificaram dois arqueiros durante o Campeonato Pan-Americano de 2022.
| Atleta | Evento                       | Fase de ranqueamento | Fase de ranqueamento | 16-avos-de-final     | Oitavas-de-final     | Quartas-de-final     | Semifinais           | Final / MB           | Posição |
| Atleta | Evento                       | Pontuação            | Chaveamento          | Adversário Resultado | Adversário Resultado | Adversário Resultado | Adversário Resultado | Adversário Resultado | Posição |
| ------ | ---------------------------- | -------------------- | -------------------- | -------------------- | -------------------- | -------------------- | -------------------- | -------------------- | ------- |
|        | Recurvo individual masculino |                      |                      |                      |                      |                      |                      |                      |         |
|        | Recurvo individual feminino  |                      |                      |                      |                      |                      |                      |                      |         |

## Vela
As Ilhas Virgens Americanas classificaram 1 barco, para um total de 2 velejadores.
Masculino
| Atleta | Evento | Regata | Regata | Regata | Regata | Regata | Regata | Regata | Regata | Regata | Regata | Regata | Regata | Regata | Total  | Total   |
| Atleta | Evento | 1      | 2      | 3      | 4      | 5      | 6      | 7      | 8      | 9      | 10     | 11     | 12     | M      | Pontos | Posição |
| ------ | ------ | ------ | ------ | ------ | ------ | ------ | ------ | ------ | ------ | ------ | ------ | ------ | ------ | ------ | ------ | ------- |
|        | 49er   |        |        |        |        |        |        |        |        |        |        |        |        |        |        |         |